# Het bal van graaf d'Orgel
Het bal van graaf d'Orgel (Frans: Le bal du comte d'Orgel) is een psychologische roman van de Franse schrijver Raymond Radiguet, verschenen in juli 1924, kort na de dood van de auteur, handelend over een driehoeksverhouding tussen een adellijk echtpaar en een jonge student.

## Intrige en typering
Het bal van graaf d'Orgel speelt zich af in Parijs, in 1920, in een periode kort na de Eerste Wereldoorlog waarin de oude adel op zijn retour lijkt te zijn.
De twintigjarige student François de Séryeuse leert tijdens een voorstelling van het circus 'Medrano' via zijn vriend, de diplomaat Paul Robin, gravin Mahaute d'Orgel en haar man Anne d'Orgel kennen. François wordt direct aangetrokken door de mooie, trotse, enigszins verstrooide Mahaute. 
François raakt aan de praat met haar man Anne en ze besluiten een grapje uit te halen met de wat zelfingenomen Paul Robin door te doen alsof ze elkaar al lang kennen. Na de voorstelling gaan ze met hun vieren samen dansen. In het decadente nachtleven van Parijs leren François en de Orgels elkaar nader kennen en na afloop nodigt Anne hem uit om een keer bij hen te komen lunchen.

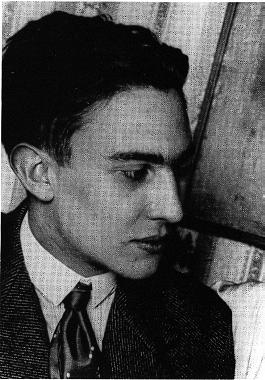
Raymond Radiguet

Vanaf het moment dat François bij de Orgels gaat eten ontspint zich een ingewikkeld psychologisch spel, waaruit vooral de leegheid en de decadentie in het leven van de naoorlogse adel aan het licht komt, steeds weer zoekend naar nieuwe sensaties, maar zonder diepgaande gevoelens, zo lijkt het. François raakt helemaal bezeten van Mahaute, maar durft dit niet echt te uiten en hult zich in zijn eigen van-liefde-bezeten wereld. Mahaute flirt steeds openlijker met François, vaak op een wijze waarbij de erotiek steeds nadrukkelijker voelbaar wordt, maar wil haar man verder niet ontrouw worden. Anne blijft alles enkel als een spel zien.
Doorheen het verhaal lopen verder diverse genealogische ontboezemingen over de diverse hoofdpersonen, waarbij met name ook wordt gezinspeeld op de twijfelachtige creoolse afkomst van Mahaute. Na een gesprek over hun afkomst, snuffelend tussen een paar snuisterijen in hun huis, ontdekt Anne dat er tussen François en Mahaute een zekere familiaire verwantschap bestaat. François en Mahaute schrikken hiervan, maar anderzijds lijkt het hen ook weer nader tot elkaar te brengen.
Gaandeweg de roman neemt de verliefdheid tussen François en Mahaute steeds meer toe. Als Mahaute merkt dat Anne, zij het bij wijze van spel, de gevoelens tussen haar en François aanwakkert begrijpt ze daar in eerste instantie niets van. Dit gegeven wordt nog gecompliceerd door de entree van François' moeder, een jonge weduwe, die moeizaam communiceert met François, maar wel de verliefdheid tussen hem en Mahaute verder aanmoedigt.
Nadat Mahaute en Anne een zomervakantie doorbrengen in Italië wordt Mahaut zich uiteindelijk bewust hoeveel ze van François is gaan houden. Ze bekent haar verliefdheid aan zijn moeder, die het weer aan François vertelt. Als Mahaute vervolgens François aanspoort zijn vriendschap met Anne te continueren vindt François dat belachelijk en vindt dat ze zich moet uitspreken. De roman eindigt met de verwikkelingen tijdens een door de Orgels georganiseerd bal, waarbij de excentrieke Russische prins Naroumof eerst een hoofdrol opeist, Anne beledigt, maar als deze niet reageert deukt Mahaure zijn hoedje in, raakt wat over haar toeren en valt uiteindelijk flauw. Als iedereen vertrokken is, bekent ze haar liefde voor François, maar deze wuift het weg en neemt haar ontboezeming in feite niet serieus, zoals hij de verliefdheid tussen haar en François doorheen het hele verhaal eigenlijk nooit serieus heeft genomen: "Je bent nog een kind weet je, en je hebt deze ideeën omdat je nooit de juiste opvoeding hebt gehad... Je hebt koorts, morgen zal je hier spijt van hebben". In dit gesprek blijkt in feite ook de diepe angst die Mahaute voortdurend voelt voor Anne. De afloop is uiteindelijk dat zij toch gewoon bij haar man blijft, waarmee de moraal van het verhaal wordt onderstreept: het onvermogen van de personages om elkaar werkelijk te begrijpen.

## Trivia
- In 1970 werd de roman verfilmd door Marc Allégret, met Jean-Claude Brialy in de hoofdrol.